# ゴードン・コパック
ゴードン・コパック（Gordon Coppuck, 1936年12月8日 - ）は、イギリスのレーシングカーデザイナー。
マクラーレンのチーフデザイナーで、後にマーチに所属し、スピリットを共同設立したことで知られている。

## 人物

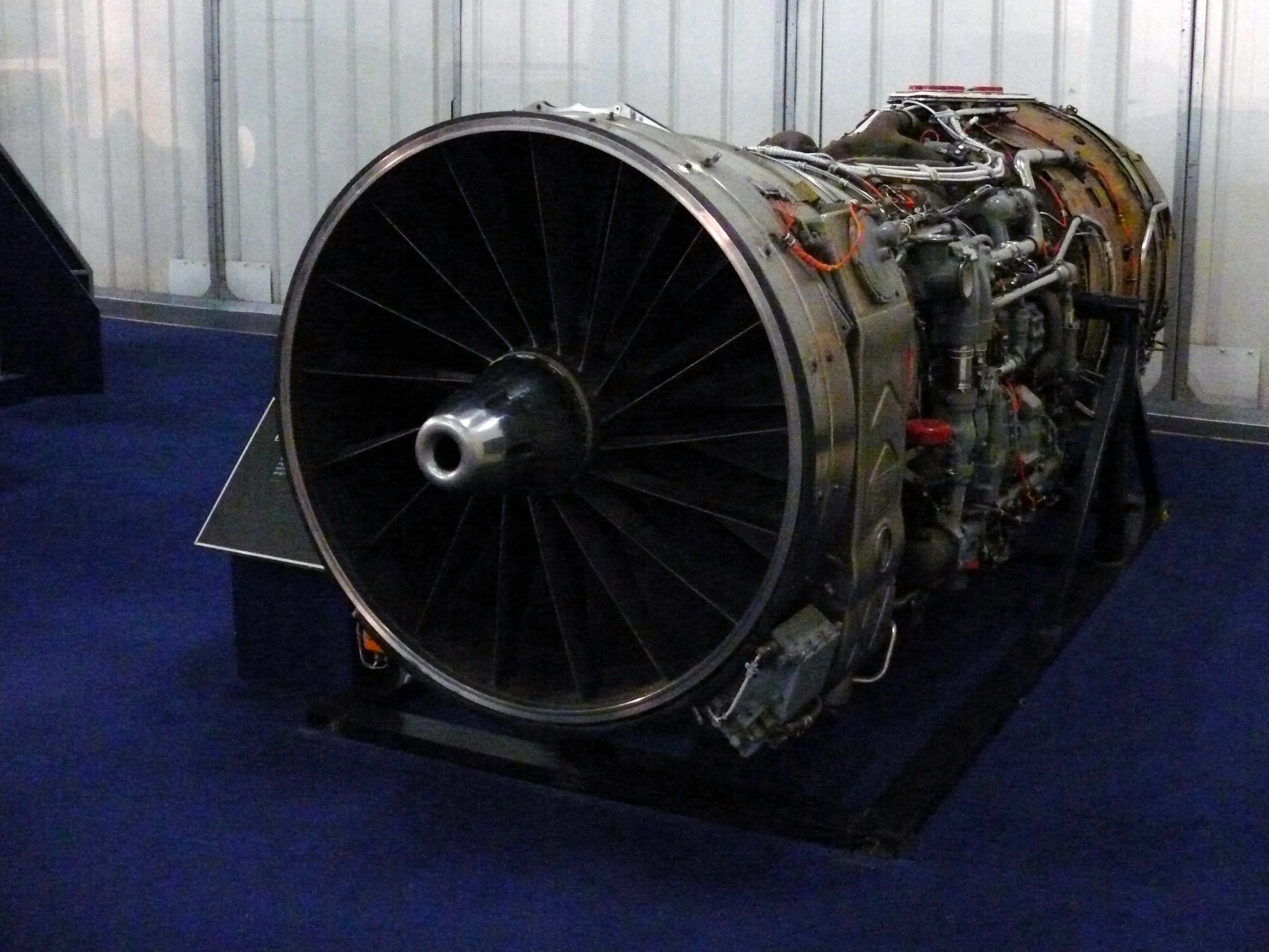
コンコルドに搭載された
ロールス・ロイス・オリンポス・スーパーソニック

1936年12月にロンドンの西南郊外のフリートで生まれたコパックは、ベイジングストークのクイーンメアリー少年学校に通い、その後、パイストックのRAEの支局の英国立ガスタービン施設:NGTEの見習いになる。
正規雇用になってから29歳まで務めたが、1965年にマクラーレンへ転職する。 
NGTE時代での同僚にロビン・ハードがおり、のちにハードが設立したマーチ・エンジニアリングでの共同作業につながる。
就職時期の前後は不明だが、同年から伴にマクラーレンで働くようになり、コパックは設計のアシスタント役を務めたとされている。
1968年にハードがM7Aの設計を終了してマクラーレンを去った後、コパックはM7Aの熟成に務め、1971年には、マクラーレンのチーフデザイナーになった。インディ500用のM16や1974年のF1世界選手権でワールドチャンピオンを獲得したM23などさまざまなモデルを設計担当した。

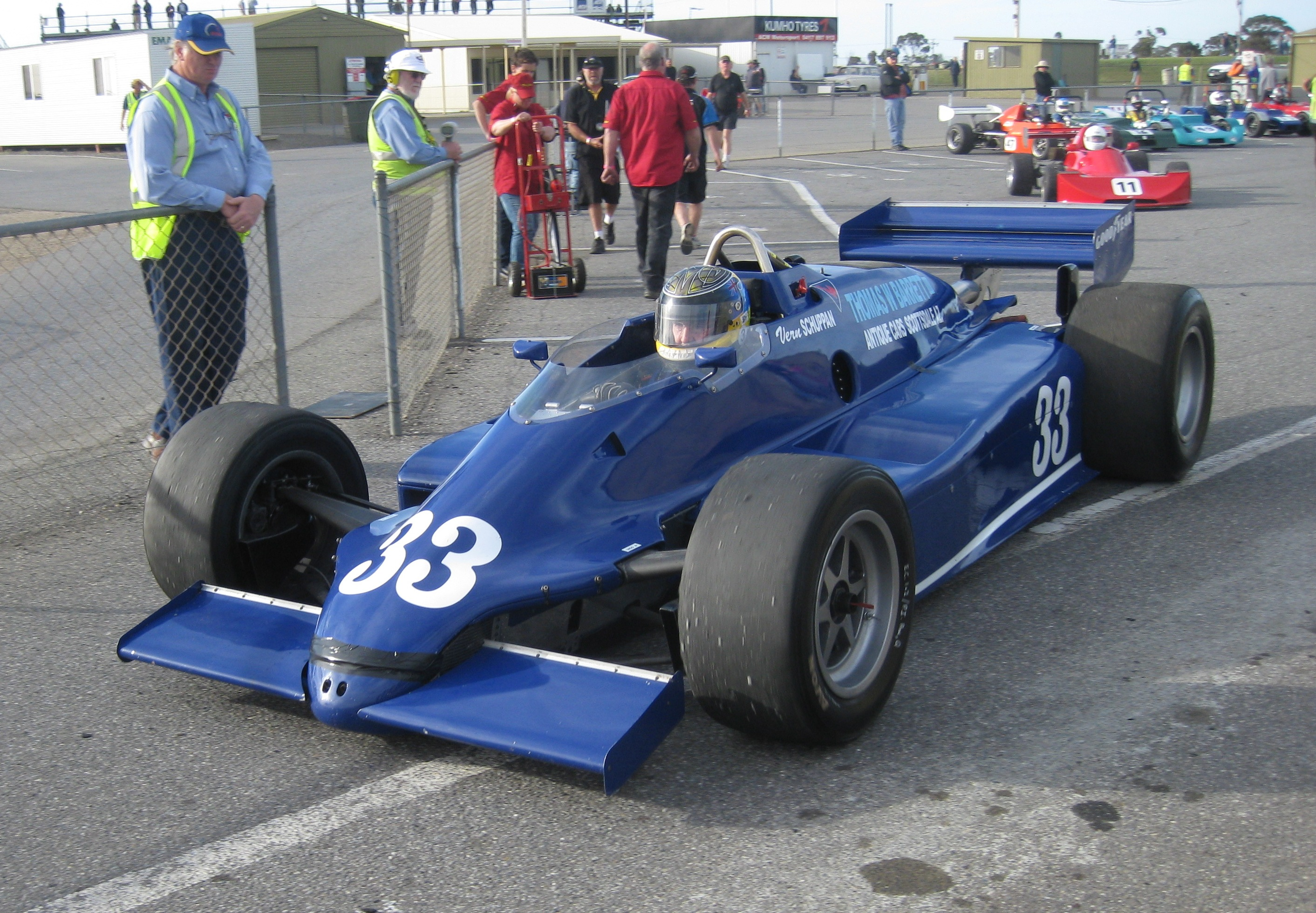
マーチ・81C（1981年）

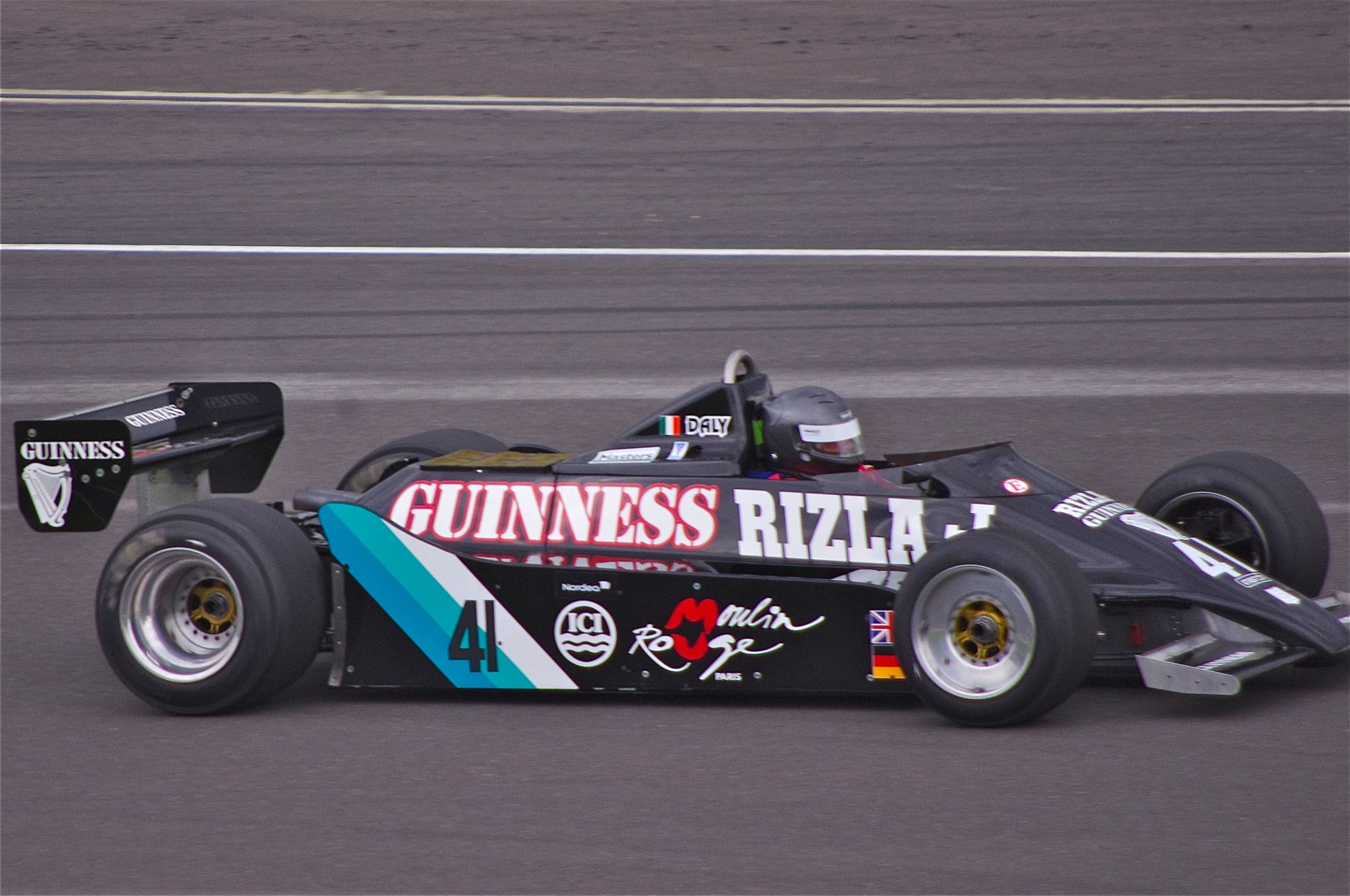
マーチ・811（1981年）

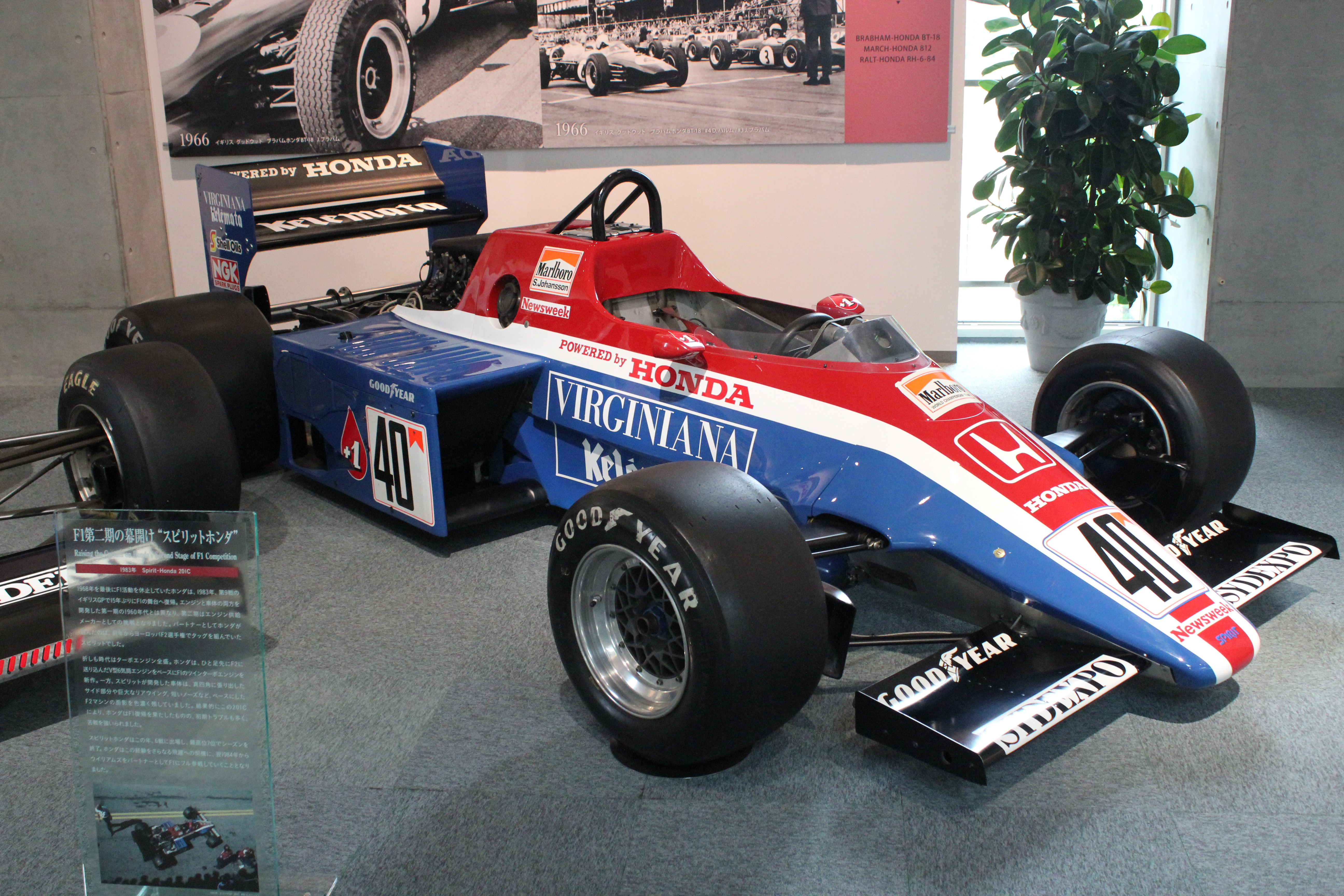
スピリット・201C（1983年）

マクラーレンが1980年にロン・デニス率いるプロジェクト4と合併すると、コパックはその年末にマクラーレンを辞め、マーチに加わり、再びハードとともに作業することとなった。
翌1981年の秋、コパックはマーチ・ワークスのF2チームマネージャーであるジョン・ウィッカムと共に、ホンダの川本信彦にスカウトされ、ホンダ出資によってウィッカムと2人でスピリット・レーシングを設立し、マーチを去る。しかし在籍はわずか半年強の期間に過ぎなかったが、彼はマーチに大きなインプットをして、ハードの心配事を収めてくれた。それは、アラン・マーテンスとともに進めたインディカープロジェクトの設計の基礎部分マーチ81Cと、半ばエイドリアン・レイナードに丸投げしてきたかたちの、FW07の灰色コピーと言われたマーチ・811のトラブルシューティングの件だった。
スピリットではオリジナルF2シャシーの201を設計。これにホンダ製のF2用エンジンRA262Eを搭載して1982年のヨーロッパF2選手権に参戦した。1983年からはF1用V6ツインターボエンジン「ホンダ・RA163E」の供給を受け、F1でレースをしたが、この頃ホンダの川本信彦はスピリットとの共同参戦はテストベッドだと考えており、新たにチャンピオンチームのウィリアムズとの間で独占エンジン供給契約を結ぶ。このためスピリットは1983年F1最終戦を前にホンダエンジンを失う。ハート製ターボ・エンジンに換装して1984年以降もF1での活動を続けるが、1985年開幕後の3戦すべてでリタイアに終わり、そこで資金が底をつきチームは活動を中止した。
コパックはマーチに戻ったが、マーチはアメリカでのインディカー用シャシーの売り上げによってとても景気の良い時期だった。ハードは1987年夏よりF1プロジェクトを練っており、この計画にイアン・フィリップスやイヴァン・カペリと日本の不動産企業レイトンハウスを引き込んだ。コパックは871の初期設計の段取りでその方向性を設定した。
コパックの甥のフランク・コパックもレーシングカーデザイナー。